# جوان هيس
جوان هيس (بالإنجليزية: Joan Hess)‏ (6 يناير 1949، فايتفيل في الولايات المتحدة - 23 نوفمبر 2017، أوستن في الولايات المتحدة)؛ مؤلفة، كاتِبة وروائية أمريكية.